# Julienne-Christine Piachaud
Julienne-Christine Mayras Piachaud est née le 26 septembre 1894 à Ivry-sur-Seine, d'une famille originaire de Lanas en Ardèche. Elle fut la cheffe du Service de sténographie du secrétariat de la Société des Nations pendant dix-neuf ans, de 1922 à 1941,. Elle est décédée le 4 février 1978 à Saint-Rémy-de-Provence.

## Biographie

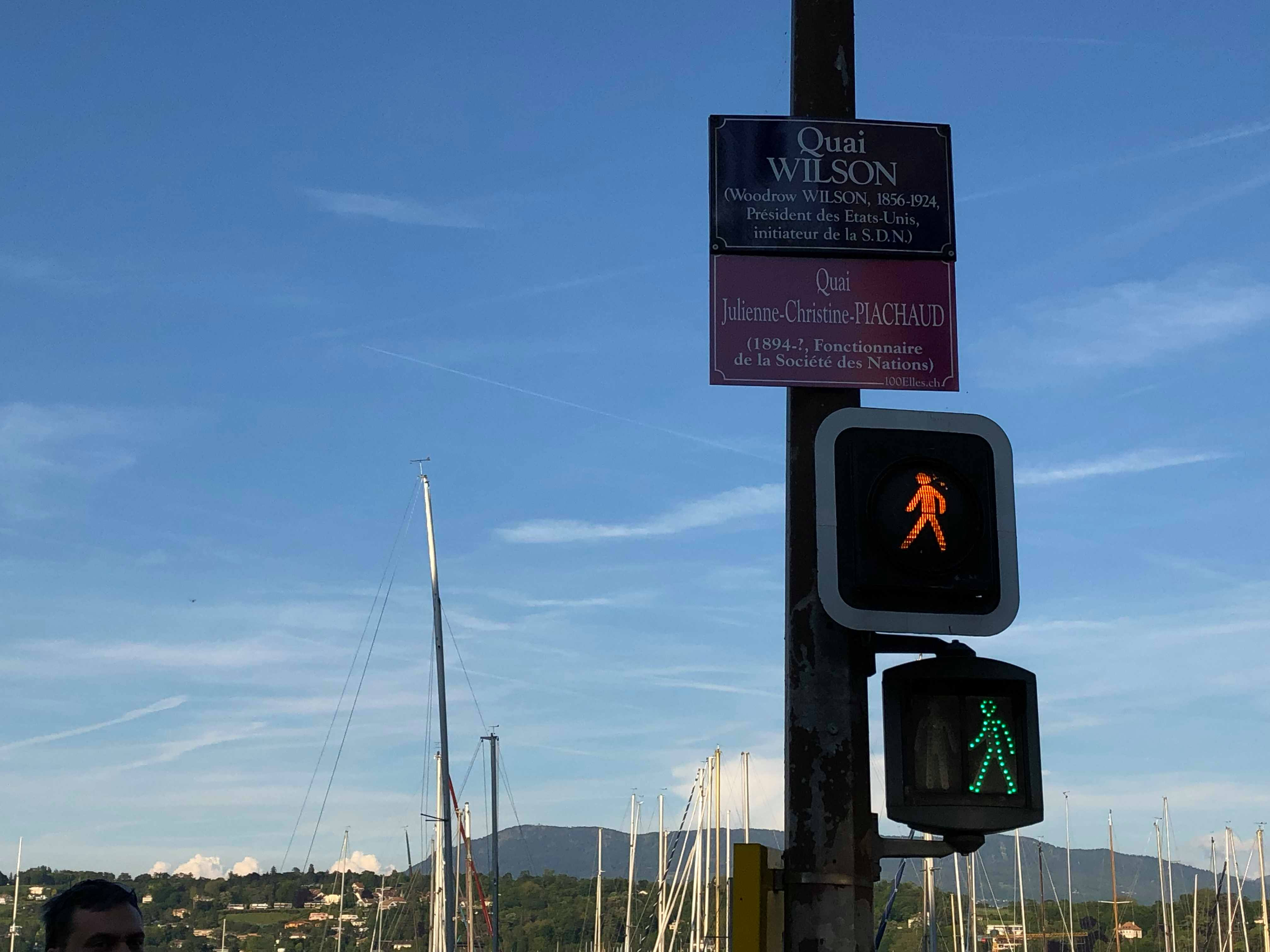
Quai Julienne-Christine Piachaud, projet des 100Elles en 2019

Julienne, de son nom de naissance Mayras, aurait travaillé en tant que sténographe pendant neuf ans, en tant que secrétaire personnelle dans sa région d'origine. Elle rejoint Genève en 1920, et la Société des Nations à vingt-cinq ans, d'abord en tant que simple sténographe, puis devient cheffe de service deux ans plus tard, en 1922,. À cette époque, un service de sténographie et de dactylographie est indispensable au bon fonctionnement d'une administration et est en général exclusivement féminin. C'est également le cas à la Société des Nations, où c'est le plus grand service de tout le Secrétariat, composé de plus de cinquante femmes en 1932, toutes sous la supervision de Julienne Piachaud. 
Toutefois, Julienne Piachaud est victime de discrimination et n'est pas considérée à l'égal de ses collègues masculins des services de distribution et de ronéographie. Elle s'en plaint au secrétaire général dès sa promotion en 1922, mais en 1929, elle est toujours payée 2 750 francs de moins que son collègue masculin chargé de la distribution. Julienne Piachaud, malgré quelques problèmes anecdotiques avec ses supérieurs, a la réputation d'avoir une main de fer au sein de son service, tout en protégeant toujours ses employées en cas de conflits internes au Secrétariat.
Julienne Piachaud présentera elle-même une requête contre le Secrétariat de la Société des Nations le 19 février 1940 pour contester une décision de licenciement en date du 29 décembre 1940. Le secrétariat lui donne raison en février 1946. Selon certaines sources, elle quitte le Secrétariat après la mort de son mari, René-Louis Piachaud, en 1941. Julienne l'avait fait engager au Secrétariat puis l'avait épousé en 1923, ce qui lui fit perdre sa nationalité française, remplacée par la nationalité suisse de son mari, une pratique systématique à l'époque. On ne sait rien de ses occupations après son départ de la Société des Nations. Son mari, connu de l'histoire genevoise comme écrivain polémique, est décrit comme « peu méfiant devant le fascisme et le franquisme »; ses archives sont conservées à la Bibliothèque de Genève.

## Hommages
- L'association  l’Escouade rend hommage à Julienne-Christine Mayras dans le cadre du projet 100Elles
- L'association Claude Louis Piachaud rend hommage à toutes les veuves de poètes en citant Julienne-Christine Mayras dans une narration faisant référence à une musique, portée en secret par des femmes présentes dans des œuvres telles que Let it be. La narration a pour titre : "McCartney, Nazaré, siamo re"
- Une rue de la vieille ville de Genève porte son nom, qui a remplacé celui de son mari depuis 2020, dans le cadre d'une campagne de féminisation des noms de rue de Genève, promue par les autorités de la Ville de Genève[5].